# Soy mujer (álbum)
«Soy mujer» es el segundo álbum de estudio de la cantante española-argentina Chenoa, fue producido por el venezolano Carlos Quintero  y Mar de Pablos siendo grabado en Madrid y Miami entre julio y septiembre de 2003. La propia artista eligió el repertorio entre más de 400 temas. Mundialmente el disco ha vendido en total 200 000 copias.

## Repercursión y ventas
El disco significó la consolidación de Chenoa en la música española y la introducción de esta en Latinoamérica. El álbum superó todas las expectativas debutando en el n.º 1 de la lista de ventas con disco de oro. Su 4 singles con videoclip entraron en el top 10 de los cuales dos de ellos fueron n.º 1 en España, además de un número uno en Venezuela. Realizó un tour de 90 fechas, con más de medio millón de espectadores y que destacó por ser la 2º gira más importante del 2004 en España.

## Composición musical del disco
En el disco, como siempre, están representados diferentes estilos que se amalgaman y entrecruzan hasta crear una personalidad musical peculiar. Hay canciones de tempo rápido destinadas al baile, pero siempre con algún toque especial."Soy lo que me das" adopta un aire retro, casi dixieland;"Dame" pasa por el sonido Filadelfia y "En tu cruz me clavaste" se adorna con el rap de Carlos Gálvez, mientras que "Siete pétalos" mezcla programaciones y adornos latinos con un violín que suena tan zíngaro como antillano. "Profano o sagrado" es puro dance y "en otro cielo" enseña la versatilidad de Chenoa cuando roza territorios fronterizos con el rock adulto.Como en toda la carrera de Chenoa, las baladas también son importantes en este álbum. "Soy mujer", la canción que le da título, podría considerarse casi como un homenaje al estilo de Dionne Warwick, y en "adiós", "si no estás" y "sigo aquí", Chenoa demuestra su poderío y calidad vocal en los temas lentos. "Qué puedo hacer" es un medio tiempo y para cerrar el círculo tampoco falta un tema cantado en inglés:"What my heart wants to say" con el británico Gareth Gates.

## Sencillos
| Canción                    | Pos.España | Pos.Venezuela |
| 1.En tu cruz me clavaste   | #1         | #1            |
| 2.Soy lo que me das        | #9         | #27           |
| 3.Siete pétalos            | #10        | -             |
| 4.Dame (canción de Chenoa) | #17        | -             |
| 5.Soy mujer                | #21        | -             |
| -------------------------- | ---------- | ------------- |

## Ediciones del disco
Del disco se han editado 3 ediciones:
- "Soy mujer" 21 de octubre de 2003
- "Soy mujer" CD+DVD 4 de abril de 2004
- "Soy mujer" (caja sin libreto) 30 de abril de 2004

## Pistas
- 01. En tu cruz me clavaste (William Luque, Carlos Gálvez) - 3:45
- 02. Dame (Beatriz Álvarez, Bruno Nicolás, Kiko Velázquez) - 3:20
- 03. Si No Estás (Bruno Nicolás, David Augustave, Kiko Velázquez) - 3:53
- 04. Profano o Sagrado (William Luque) - 4:27
- 05. Siete pétalos (Massimiliano Minoia, Pablo Pinilla Rogado) - 3:10
- 06. Sigo Aquí (Bruno Nicolás, David Augustave, Kiko Velázquez) - 4:14
- 07. Soy lo que me das (William Luque) - 4:02
- 08. En Otro Cielo (Tobbe Petersson) - 3:25
- 09. Soy mujer (Bruno Nicolás, David Augustave, Kiko Velázquez, William Luque) - 4:33
- 10. Que Puedo Hacer (Alicia Arguiñano) - 3:51
- 11. Why You Doin' Like That (Graham Stack, Paul Rein) - 3:21
- 12. Adiós (Claudia Brant, Daniel Betancourth) - 4:47
- 13. What My Heart Wants To Say (dueto con Gareth Gates) (Jörgen Elofsson, Steve Mac) - 4:16

### Pistas del DVD incluido en la edición especial
1. Atrévete (Mystify) - Videoclip
- 2. Mystify (Videoclip)
- 3. Cuando tu vas (Videoclip)
- 4. Yo te daré (Videoclip)
- 5. Desnuda frente a ti (Videoclip)
- 6. Respect (Vídeo en directo)
- 7. En tu cruz me clavaste (Videoclip)
- 8. Soy lo que me das (Videoclip)
- 9. Siete pétalos (Videoclip)

## Listas

### Semanales
| País   | Ranking         | Primera semana | Posición de ingreso | Mejor posición | Semanas en la mejor posición | Semanas en el ranking | Última semana |
| ------ | --------------- | -------------- | ------------------- | -------------- | ---------------------------- | --------------------- | ------------- |
| Europa |                 |                |                     |                |                              |                       |               |
| España | Top 100 álbumes | 29-10-2003     | 1                   | 1              | 1                            | 47                    | 12/09/2004    |

### Anuales
2004
| País   | Ranking       | Posición |
| ------ | ------------- | -------- |
| Europa |               |          |
| España | Top 50 Albums | 36       |

### Certificaciones
| País   | Proveedor  | Año  | Certificación                                       | Copias certificadas |
| Europa |            |      |                                                     |                     |
| España | Promusicae | 2004 | 2 x [[:Archivo:Platinum record icon.svg\|]] Platino | 200.000             |